# همدم الملوک
همدم‌الملوک دختر امیرکبیر از زن دوم او عزت‌الدوله بود و به امر دایی‌اش ناصرالدین‌شاه  به عقد مسعود میرزا ظل‌السلطان پسر ناصرالدین‌شاه درآمد. فرزندان او سلطان حسین میرزا جلال‌الدوله و کوکب‌السلطنه و شوکت‌السلطنه و عزیزالسلطنه بودند. وی در جوانی به سال ۱۲۹۶ قمری درگذشت.
کوکب‌السلطنه با جعفرقلی‌خان جلال‌الملک ازدواج کرد و شوکت‌السلطنه و عزیزالسلطنه به ترتیب به ازدواج قهرمان میرزا سردار اعظم و خان بابا خان پسران بانو عظمی درآمدند.
همدم‌الملوک در ۳۱ سالگی در اوج جوانی و آنطور که بر سنگ قبرش آورده شده بر اثر بیماری درگذشت و او را در محله حسن آباد اصفهان و در جوار امامزاده احمد در مقبره‌ای زیبا پر از نقاشی و گچبری‌های دلپذیر دفن کردند. این آرامگاه خلوتگاه ناصرالدین شاه بوده و در کنار او دو قبر دیگر با ارتفاع ۷۰ سانتی متر مربوط به عزیزالسلطنه و ابوالفتح خان صارم‌الدوله وجود دارد. که یکی از آنها به عزیزالسلطنه (دختر همدم‌الملوک) تعلق دارد، و دیگری که در پایین دو قبر یاد شده قرار گرفته، مدفن ابوالفتح خان صارم‌الدوله شوهر خواهر ظل‌السلطان است.

## آخرین نواده امیرکبیر
در دی ماه سال ۱۳۹۱ گزارشی در خبرگزاری‌های ایران منتشر شد که زنی صدساله را در یکی از خانه‌های سالمندان شهر کرج به عنوان آخرین نوهٔ زندهٔ امیرکبیر معرفی می‌کرد. این شخص به نام قمرالملوک اعتماد قاجار معرفی شده بود. حدود یک سال بعد، در اسفندماه سال ۱۳۹۲ گزارشی دیگر از فوت این شخص در تنهایی و فقر در همان خانه سالمندان خبر داد. هرچند بعدها اطلاعات کاملتری منتشر شد که معلوم می‌کرد نام دقیق او قمرتاج اعتمادی و نام پدرش محمدحسن اعتمادی بوده است. محمدحسن اعتمادی پسر دوم کوکب‌السلطنه (دختر همدم‌الملوک) و جعفرقلی‌خان معین‌السلطان می‌باشد، که به این ترتیب برخلاف ادعای این گزارش‌ها، قمرتاج نبیره امیرکبیر و در حقیقت مادربزرگ او «همدم‌الملوک» نوهٔ دختری امیر بوده است. براساس گزارشی که بعدها منتشر شد، قمرتاج اعتمادی در سال ۱۲۹۰ و حدودا ۶۰ سال پس از قتل امیرکبیر به دنیا آمد، و به مدت ۲۱ سال کارمند بیمه مرکزی ایران بود، تا در سال ۱۳۵۵ بازنشسته شد. او سال‌های پایانی عمرش را در هتل لاله و سپس در چند سرای سالمندان در تهران و کرج سپری کرد، و سرانجام در ۲۱ آبان ۱۳۹۲ در سن ۱۰۱ سالگی درگذشت و در کرج به خاک سپرده شد.